# 鼓浪屿福音堂

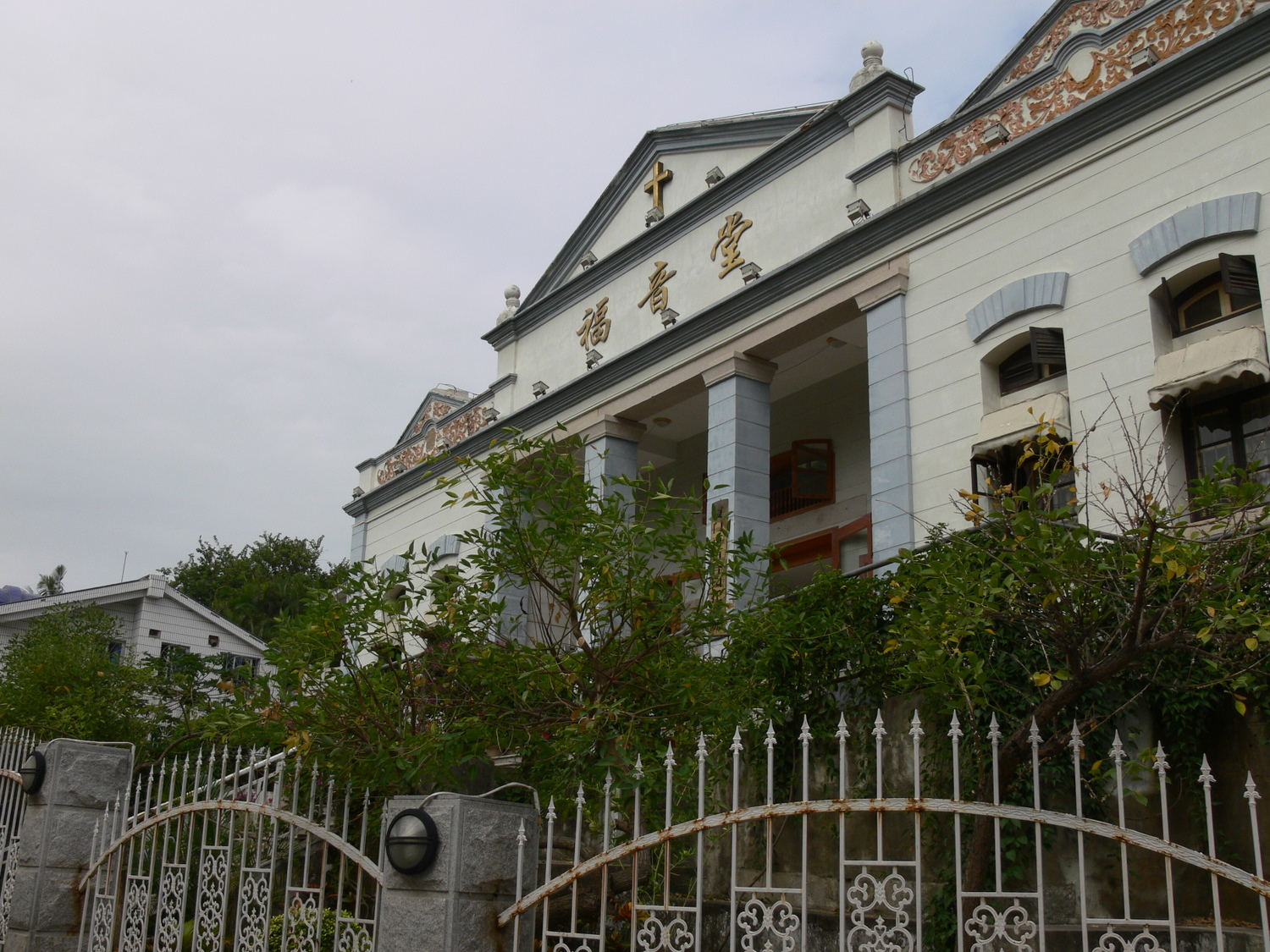
鼓浪屿福音堂

鼓浪屿福音堂位于中国福建省厦门市鼓浪屿晃岩路40号，1958年以前曾是鼓浪屿的一座重要教堂。

## 历史
鼓浪屿福音堂建于1901年到1903年，由伦敦会系统的泰山堂和关隘内堂两座教堂的华人信徒捐资兴建，位于日光岩山麓，可容纳一千人左右。此后信徒增加，到1940年已增至800人，慕道友300人。1941年，福音堂与三一堂合作，在一周内完成了鼓浪屿逐家布道的任务。
福音堂信徒增加后，于1930年在内厝沃公平路18号建立支堂，称讲道堂。
1958年，福音堂牧师周清泽被划为右派，下乡劳动。同年中国大陆基督教实行联合礼拜，福音堂和讲道堂人员均并入三一堂。福音堂房屋被高频厂占用，堂貌受到破坏。1987年教会收回产权，于2001年在福音堂内开办百合园托老院。 

## 建筑
鼓浪屿福音堂的立面设计了四根简洁的方形立柱，山墙上的山花浮雕亦为欧式。